# Јован Цвијић
Јован Цвијић (Лозница, 11. октобар 1865 — Београд, 16. јануар 1927) био је српски географ, етнолог, универзитетски професор и академик. Оснивач је Српског географског друштва, председник Српске краљевске академије, професор и ректор Београдског универзитета, почасни доктор Универзитета Сорбоне и Карловог универзитета у Прагу. Од оснивања Београдског универзитета 12. октобра 1905, постао је један од осам првих редовних професора на Универзитету.
Цвијић је почео да се бави науком још као студент Велике школе и тада је настао његов рад Прилог географској терминологији нашој, а наставио као средњошколски професор и бечки студент проучавајући крашке појаве у источној Србији, Истри и Јадранском приморју. На основу тих проучавања написао је више радова као и своју докторску дисертацију. Читав живот посветио је проучавању Србије и Балканског полуострва путујући скоро сваке године по Балкану. Током живота, односно за преко тридесет година интензивног научног рада, објавио је неколико стотина научних радова. Једно од најважнијих дела је „Балканско полуострво“.
Покренуо је Српски етнографски зборник у оквиру којег су објављене 102 књиге, што представља јединствен научни и интердисциплинарни пројекат у светским оквирима.
Бавио се подједнако друштвеном и физичком географијом, геоморфологијом, етнографијом, геологијом, антропологијом и историјом. Сматра се утемељивачем српске географије.

## Биографија
Јован Цвијић је рођен 11. октобра (29. септембра по јулијанском календару) 1865. године у Лозници у породици Цвијића, која је била огранак Спасојевића из пивског племена. Отац му се звао Тодор Цвијић. Његова породица је била пореклом из области Старе Херцеговине, из племена Пивљана, и бавио се трговином. Његов отац, а наиме Јованов деда, био је Живко Цвијић, председник лозничке скупштине и познати мачвански Обреновићевац. Како је био на страни тзв. „катана“ у време катанске буне противника уставобранитеља 1844. године, кажњен је шибањем после успешне акције Томе Вучића Перишића, након чега је умро још млад. Његов отац, а пак Јованов прадеда, Цвијо Спасојевић, био је родоначелник Цвијића. Цвијо је био познати хајдучки харамбаша у том делу Старе Херцеговине. Цвијо се борио против Османлија Првог српског устанка, а након његове пропасти 1813. године, преселио се у Лозницу, где је код шанца и цркве саградио кућу херцеговачког типа на два спрата и отворио дућан, започињући трговачку каријеру новоосноване фамилије.
Цвијићев отац Тодор (умро 1900) се у почетку и сам бавио трговином, али како му то није ишло за руком, запослио се у општини као писар и деловођа. Мајка Јованова Марија (рођена Аврамовић), била је из угледне породице из места Коренита, села у области Јадар које се налази недалеко од манастира Троноша и Тршића, родног села Вука Караџића. Осим Јована, Тодор и Марија имали су сина Живка и три кћери, Милеву, удату за Владимира, сарача, Наду, удату за Драгутина Бабића окружног благајника, каснијег начелника министарства финансија, и Соку.
Цвијић је често говорио да је у детињству на његово духовно образовање највише утицала мајка и уопште мајчина породица, мирна, сталожена и домаћинска, док је о оцу и очевој породици писао са доста мање емоција. Ипак, Цвијић је у свом научно-истраживачком раду о народној психологији имао похвалне речи за динарски етнички тип и карактер, коме управо и припада његов отац.

### Образовање
Након основне школе коју је завршио у Лозници, завршио је нижу гимназију у Лозници (прве две године) и гимназију у
Шапцу (трећу и четврту годину), а потом се уписао и завршио вишу Прву београдску гимназију, у генерацији са Милорадом Митровићем, Михаилом Петровићем Аласом и другим великанима, о чему је написан роман и снимљен ТВ-филм „Шешир професора Косте Вујића“.
Године 1884, по завршетку гимназије, хтео је да студира медицину, међутим лозничка општина није била у могућности да стипендира његово школовање у иностранству. Тада му је Владимир Карић, његов професор из шабачке гимназије, предложио да слуша студије географије на Великој школи у Београду. Цвијић га је послушао и исте године уписао Природно-математички одсек Велике школе у Београду. Ове студије је завршио 1888. године.
Током свог школовања Цвијић је био посвећен читању књига. У гимназији је учио енглески, немачки и француски језик који су му током студија веома користили будући да није постојала одговарајућа научна грађа на српском. Касније је на страним језицима писао и научне и друге радове.
Школске године 1888/89. радио је као предавач географије у Другој мушкој београдској гимназији. Потом је 1889. уписао студије физичке географије и геологије на Бечком универзитету као државни питомац. У то време на Бечком Универзитету предавања из геоморфологије држао је чувени научник др Албрехт Пенк, геотектонику је држао професор Едвард Зис (тадашњи председник Аустријске академије наука), а климатологију Јулијус фон Хан.
Цвијић је докторирао 1893. године на Универзитету у Бечу. Његова докторска теза под називом „Das Karstphänomen“ представила га је широј јавности и учинила познатим у светским научним круговима. Овај рад је касније преведен на више језика (код нас „Карст“, 1895) а захваљујући њему Цвијић се у свету сматра утемељивачем карстологије. Британски научник Арчибалд Гики је написао да ово представља „заставничко дело“ науке.

### Истраживачки рад
Јован Цвијић је своја прва и најзначајнија теренска истраживања обављао на почетку каријере, радећи на терену кршевитих предела источне Србије. Посматрајући карст на Кучају и Преконошку пећину, дошао је на идеју за своју докторску дисертацију коју је на студијама у Бечу одбранио 1892. године, а свечано је промовисан 22. јануара 1893.
Цвијић се, поред тога, бавио и геологијом (геоморфологијом, тектоником, палеогеографијом и неотектоником). Његова монографија о карсту (красу) изазвала је веома позитивне реакције у европским научним круговима, а приступна академска беседа о структури и подели планина Балканског полуострва на основу геолошко-тектонске грађе прославила га је као првог јужнословенског геотектоничара. Пре Цвијића, карстом Србије су се бавили и други истраживачи али у знатно мањем обиму и по правилу не карстом као основном темом. То су били: Ото фон Пирх — 1830, Ами Буе — 1840. и Феликс Филип Каниц, Милан Ђ. Милићевић, Јован Жујовић, Владимир Карић. Записи њихових истраживања били су, пре свега, дескриптивног карактера и са општим закључцима.
Још један значајан помак у науци Цвијић је начинио док је посматрао околину Миџора, врха Старе планине и планину Рилу (Бугарска), где је препознао трагове глацијације у виду 102 горска ока, планинска језера. До тада се сматрало да овај регион није био захваћен глацијацијом, па је ово Цвијићево откриће направило прекретницу у изучавању глацијације по питању распрострањења.
Захваљујући својим истраживањима Цвијић је још једном направио помак у светској науци и то својим антропогеографским прегледом у делу „Балканско полуострво 1918“, 1922-I, 1931-II на основу својих проучавања балканских психолошких типова.
Истраживачким радом, Цвијић се бавио око 38 година при чему је ишао на многобројне експедиције по Балканском полуострву, Јужним Карпатима и Малој Азији, чији су резултат била бројна научна дела.
Двотомна „Геоморфологија“ Јована Цвијића која даје геоморфолошки приказ терена на Балканском полуострву ни данас није изгубила на актуелности и представља изванредну полазну основу у савременим истраживањима.

### Научни радови
| „ | Треба се навићи и о проблему, послу, професији дуго, кадшто и непрекидно мислити, док се нађу решења. Има светлих часова, нарочито светлих ноћи, које се ретко јављају; у њима се нађе решење питања, или се смисле планови научног рада. То доба духовне луцидности и креативности ваља употребити, а не по оној обичној људској, још више оријенталној тромости мислити на одмор. То махом ни организму не шкоди, али и ако шкоди, организам је зато да се честито утроши. | ” |

Цвијић се науком почео бавити још као студент Велике школе и тада је настао његов рад Прилог географској терминологији нашој, а наставио као средњошколски професор и бечки студент проучавајући крашке појаве у источној Србији, Истри и Јадранском приморју. На основу тих проучавања написао је више радова као и своју докторску дисертацију. Читав живот посветио је проучавању Србије и Балканског полуострва путујући скоро сваке године по Балкану.
Први његови објављени радови:
- 1889. „Ка познавању крша Источне Србије“;
- 1891. „Преконошка пећина“;
- 1893. „Географска испитивања области Кучаја“;
- 1893. „Пећине и подземна хидрографија у Источној Србији“;
- 1895. „Карст, географска монографија“;
- 1896. „Извори, тресаве и водопади у Источној Србији“.

Сва ова дела бавила су се проблематиком у Источној Србији.
Као зрео и искусан научник написао је:
- 1922. „Ђердапске терасе“;
- 1925. „Карст и човек“;
- 1925. „Карст и српске народне приповетке“.

Током живота, односно за преко тридесет година интензивног научног рада, објавио је пар стотина научних радова. Једно од најважнијих дела је „Балканско полуострво“.
Умро је у 62. години 16. јануара 1927. у Београду а сахрањен је на Новом гробљу. Своје имање завештао је и оставио Српском географском друштву. Удова Љубица је умрла 7. фебруара 1941.

## Редовни професор
Након повратка из Беча, марта 1893, постао је редовни професор Филозофског факултета Велике школе у Београду. У почетку је предавао физичку географију и етнографију, а затим само географију.
Путујући као студент, и касније као професор, по скоро свим крајевима Балканског полуострва, рано је развио своје интересовање за народни начин живота и културу. Стога на одсеку за географију организује проучавање антропогеографије и етнографије као споредне предмете.
Након укидања Велике школе, а од оснивања Београдског универзитета 12. октобра 1905, Јован Цвијић је постао један од осам првих редовних професора на Универзитету. Равноправно поред Цвијића нашли су се: Јован Жујовић, Сима Лозанић, Михаило Петровић Алас, Андра Стевановић, Драгољуб Павловић, Милић Радовановић и Љубомир Јовановић. Ових осам професора су потом бирали друге колеге у звање редовних професора.
Цвијић је одиграо важну и активну улогу у реформама школства помажући у оснивању посебне катедре за етнологију на којој је први предавач био његов најстарији ђак и сарадник Јован Ердељановић, а потом и Тихомир Ђорђевић, док је Цвијић остао носилац наставе на географији. Пресудно је утицао на отварање пет нових факултета: Медицинског, Пољопривредног и Богословног у Београду, Филозофског у Скопљу и Правног у Суботици.

### Цвијићев осврт на школство у Србији
Цвијић је сматрао да ондашње школство, тј. гимназијско образовање треба да траје седам а не осам година. Сматрао је да младићи треба што раније да се укључе у живот и самосталан рад.
| „ | Гимназија формира интелигенцију и карактер, можда више, снажније, и у неким правцима дубље, него универзитет; она је од великог утицаја на дух и моралну вредност будућих интелектуалних нараштаја. Поред универзитета, од ње највише зависи каква ће се морална и духовна атмосфера развити у држави, какав ће тим добити њена цивилизација, и напослетку да ли ће се успоравати или ометати развијање великих личности, у којима се до највећег степена изражавају особине једног народа. | ” |

Објавио је пет детаљних упутстава за теренска истраживања становништва и насеља како би подстакао и усмерио сараднике у њиховом научном раду.
Цвијић је бројне информације о настави и науци објавио у чланку „О научном раду и нашем Универзитету“, објављеном 1907. године.

## Антропогеографска школа
Јован Цвијић се сматра оснивачем и покретачем антропогеографско-етнолошке школе у Србији, која чини полазну основу највећег дела истраживачких радова у југословенским друштвеним наукама 20. века.
У својим антропогеографским истраживањима Цвијић је изучавао миграције, сеоска и градска насеља, типове кућа, материјалну културу становништва у зонама под различитим утицајима цивилизација, психолошке типове и варијетете, народну ношњу и покућство.
Преко тридесет година је вршио истраживања, посебно по простору Балканског полуострва, која су резултовала у бројним радовима и утемељењем „антропогеографске школе“. Путовао је под врло неповољним друштвеним и политичким приликама, излажући се многим непријатним, па и по живот опасним ситуацијама, посебно у земљама које су још увек до Првог светског рата биле под влашћу тадашње Турске и Аустроугарске. На овим путовањима на којима се непосредно упознавао са условима живота становништва Балканског полуострва развила се његова жеља да се бави етнографским и политичко-етнографским, а касније и психо-социјалним питањима. Сам Цвијић је говорио да је мало познавао живот у Бугарској, Босни и Херцеговини и Македонији све до периода 1896—1898, када је на својим путовањима по тим земљама видео колико се тамо тешко живело. До тог тренутка, како сам каже, није се много интересовао за фолклор, етнологију и националну политику. Од тада, међутим, почео се активно се бавити овим питањима. У Цвијићу, као сјајном организатору бројних и студиозних путовања на којима је залазио и у најнеприступачније и најопасније пределе, појавиле су се склоности ка емпиријским истраживањима. Ова истраживања он је касније умео да подржи на широким научним основама.
Године 1896. Цвијић је објавио „Упутства за проучавање села у Србији и осталим српским земљама“ која су касније коригована и прилагођена специфичним условима у другим балканским областима где су потом и примењена.
На основу ових упутстава у Србији се развио широк покрет за истраживање народног живота, што је омогућило стварање првих методолошки и систематски сакупљених података из етнологије. Истраживање су спроводили, осим Цвијићевих студената и сарадника, и многи интелектуалци аматери, најчешће сеоски учитељи и свештеници. Овај заједнички и обиман научни напор представља јединствену и значајну појаву у међународном научном животу.
Цвијићева теза о утицају климе и рељефа на грађу (морфологију) човека је основа у његовом научном приступу у изучавању антропогеографије, где он практично међу првима наглашава да је човек екосензибилно биће. Кад се ради о формирању антрополошких типова, Цвијић у примарне факторе убраја социјалну структуру, односно занимање, ендогамију и егзогамију и миграције. Посебно је наглашавао деловање географске средине на етнопсихолошке карактеристике становништва. Основну концепцију оваквог става дао је у раду „Антропогеографски проблеми Балканског полуострва“ из 1902. Касније, под утицајем Цвијићевог рада, прим. др Милорад Драгић, некадашњи Цвијићев ученик, разрадио је тему етнопсихолошких истраживања у раду „Упутства за испитивање насеља и психичких особина“ из 1911, након чега је Цвијић проширио своју тезу у Балканском полуострву и јужнословенским земљама. Овај рад је најпре објављен на француском, а потом 1922. године, знатно проширен, штампан је и на српском језику.
Изненадно интересовање Цвијића за антропогеографска и етнографска истраживања је један од највећих потеза у његовој научној каријери. Цвијићево залагање и научно-истраживачке способности допринеле су прикупљању релевантних података које је користио током преговора око формирања политичких граница нове државе након Првог светског рата.

## Допринос одређивању политичких граница Краљевине СХС
Након Првог светског рата Цвијић је допринео одређивању политичких граница нове југословенске државе користећи своја научна истраживања као аргумент у преговорима. Користио је истраживања из подручја демографије и антропогеографије. Прикупљена знања користио је да тачно омеђи просторе етничког простирања јужнословенских народа.
Знаменити француски географ Пол Видал де ла Бланш (фр. Paul Vidal de La Blache) позвао је професора Цвијића у Париз где је 1917. и почетком 1919. на Сорбони држао предавања о балканским земљама и народима. Крајем 1918. године тадашња српска влада га је именовала првим стручњаком за етнографске границе, а почетком 1919. постављен је за председника територијалне секције у оквиру државне делегације на Мировној конференцији у Паризу где су, захваљујући његовом залагању као етногеографа (израдио је етногеографске карте југословенских земаља 1918—1919) и залагању Михајла Пупина, тада признатог, угледног научника и политички утицајног човека, одређене границе нове државе Краљевине Срба, Хрвата и Словенаца. Тада је договорено да новој држави припадну Банат, Барања, Далмација и Бледски троугао (Блед, Бохињ и Триглав).
Није желео да се бави политиком и о томе је дао изјаву у „Политици” децембра 1923. године.

## Академик
Цвијић је постао научник светског гласа и добио је бројна признања. Био је члан осам академија наука, шеснаест географских и природњачких друштава и примио је 10 одликовања. Био је:
- Почасни доктор Сорбоне[19] (децембар 1924[20]) и Карловог универзитета у Прагу.
- Дописни члан Српске краљевске академије од 5. фебруара 1896, a редовни члан постао је 4. фебруара 1899. Године.
- Председник Српске краљевске академије од 12. априла 1921. На овом положају био је до своје смрти 1927. године.

Био је два пута ректор Београдског универзитета (1906/07 и 1919/20).
Такође је био:
- Дописни члан Академије наука Совјетског Савеза.
- Дописни члан Југославенске академије знаности и умјетности.
- Дописни члан Ученог друштва Парнасос (Атина).
- Почасни члан многих географских, етнографских, природњачких и других друштава широм света (Петроград, Будимпешта, Букурешт итд.).
- Носилац енглеске, француске и америчке медаље за научне радове (Америчко географско друштво му је доделило златну медаљу за изузетан научни допринос у области географије балканских земаља и проучавање карата).[6]
- Одликован чехословачким Орденом белог лава 1925.[21]

## Критика
Совјетски етнолог Сергеј Токарев је у осврту на Цвијићева етнографска истраживања у Македонији признао овом научнику „тачну објективност и научну добронамерну савест“. Цвијић је био један од првих научника у Србији који је у својим радовима изнео тезу о посебном македонском народу. На географској и етнографској карти 1913. означио их је у складу с тим посебном бојом. То је подстакло Токарева да позитивно оцени Цвијићев допринос у решавању питања народности македонских Словена: „Он је један од првих таквим начином признао македонском народу право на националну самосталност и то је неоспорно велика заслуга српског научника“. Међутим, Цвијић ову тезу није заступао када је бранио ратне циљеве Србије у ратовима 1912—1918.
Џорџ Вајт у својој књизи из 2000. тврди да је у току борбе за Македонију Цвијић низом публикација и етно-географских мапа утицао на међународно јавно мњење да су Македонци, односно македонски Словени, заправо „јужни Срби”. Наводно је проглашавање македонског језика дијалектом српско-хрватског играло кључну улогу у подршци српским претензијама на ову област. Он каже да је између 1906. и 1918. Цвијић израдио серију мапа којима су територијалним претензије Србије на Вардарску Македонију правдане проглашавањем Македонаца за етно-лингвистичку групу Срба. Цвијићеве етнографске мапе објављене 1906, 1909. и 1913. године међусобно се разликују и пратиле су спољно-политичке потребе српске државе. Каже да је на мапи из 1909. значајно смањено присуство Албанаца на Косову и западној Македонији у односу на претходну из 1906. На мапи из 1913. присуство тзв. „Србо-Хрвата” је знатно померено ка југу у односу на претходну из 1909. године. На истој мапи, присуство Албанаца је „драматично редуковано”, чак и у северној Албанији. На мапи из 1918. године, која је требало да утиче на одлуке мировне конференције у Паризу, Срби и Македонци груписани у једну категорију, чиме је Цвијић дао легитимитет српској контроли над Македонијом.

## Наслеђе

### Географски завод и Српско географско друштво
Јован Цвијић је основао Географски завод Филозофског факултета 1893. године, прву такву установу на Балкану, и био његов управник од оснивања до 1927. године. Заједно са групом географа и природњака основао је Српско географско друштво 1910. у Београду. Био је његов председник од оснивања до своје смрти. Године 1912. покренуо је часопис „Гласник Српског географског друштва“ који још увек постоји. Једном недељно држао је семинар за припаднике сродних наука на који су долазили и наставници београдских гимназија.

### Географски институт
У Београду 1947. године Српска академија наука и уметности основала је географски институт који од 1961. године носи назив „Јован Цвијић“. Институт је основан у циљу унапређивања географске науке, повећања броја квалитетних научних кадрова за рад у струци или на Универзитету.
Неколико основних школа и улица у Србији такође носи име Јована Цвијића (Основна школа „Др Јован Цвијић“ Смедерево, ОШ „Јован Цвијић” Сирча и друге).
Његови ученици су наставили његов рад, а шесторица његових асистената су касније постали академици: Павле Вујевић, Боривоје Ж. Милојевић, Војислав С. Радовановић, Петар С. Јовановић, Атанасије Урошевић и Милисав Лутовац.

### Меморијални музеј
У Београду се налази Меморијални музеј Јована Цвијића у његовој породичној кући (улица Јелене Ћетковић бр. 5). Ова кућа је направљена 1905. године и од 1963. је под заштитом државе (проглашена је за споменик културе). Кућа је јединствена по својој унутрашњој декорацији за коју је заслужан Драгутин Инкиостри Медењак, који се сматра једним од зачетника националне декоративне уметности. Цвијић је, сходно њему самом, делио ентузијазам ондашње интелигенције за потребом стварања националног стила који би се заснивао на балканским фолклорним елементима.
Данас се у кући налази легат Јована Цвијића који има 1.476 предмета међу којима се налазе рукописи, преписке, бележнице, фотографије, географске карте, атласи, књиге, уметничке слике, лични предмети и др. У музеју се повремено организују пригодна предавања.

### Друго
Његов живот је нарочито проучавао географ Милорад Васовић који је 1994. године објавио књигу „Јован Цвијић — научник, јавни радник, државник“.

Цвијићев опис климе Шумадије био је једна од инспирација књижевнику Милораду Павићу за писање романа Предео сликан чајем.
По старом Закону о одликовањима једна од медаља носи име Јована Цвијића, који се тако нашао у друштву других српских великана као што су Вук Караџић, Никола Тесла, Милош Обилић, a од 17. септембра 2004, Народна Банка Србије пустила је у оптицај новчаницу од 500 динара са ликом Јована Цвијића, а потом и нову серију 4. јуна 2007.
У организацији Српске академије наука и уметности одржан је 21. и 22. новембра 2002. научни скуп „Друштвено-политичка делатност Јована Цвијића“.
Цвијићево име данас носе и једна врста шафрана и врх на планини Рудник (Србија) који се зове Цвијићев врх (1132m).
Поводом 150 година од његовог рођења октобра 2015. године одржана је међународна научна конференција у Београду у организацији САНУ, Географског института и Музеја града Београда.

## Одабрана дела
- Географска испитивања у области Кучаја у источној Србији, 1893.
- , 1893, Беч
- Карст, 1895.
- Структура и подела планина Балканског полуострва, 1902.
- , 1904, Беч
- Основе за географију и геологију Македоније и Старе Србије I-III, 1906—1911
- , 1908,
- Језерска пластика Шумадије, 1909.
- Геоморфологија I-II, 1924, 1926.
- Балканско полуострво и Јужнословенске земље (1. део)
- Балканско полуострво и Јужнословенске земље (2. део)
- О исељавању босанских мухамеданаца
- Анексија Босне и Херцеговине и српско питање
- Јован Цвијић о националном раду
- Јован Цвијић: Психичке особине Јужних Словена на Антологији српске књижевности ( формат)

## Галерија
- Споменик Јовану Цвијићу у студентском парку у Београду, извајао Ото Лого
- Цвијићев гроб у Алеји великана на београдском Новом гробљу
- Јован Цвијић, 1900.
- Илија Шобајић - Јован Цвијић

### Дела
- Балканско полуострво и Јужнословенске земље (1. део)
- Балканско полуострво и Јужнословенске земље (2. део)

### Странице на српском
- Биографија на сајту САНУ
- Наука 2015: Век и по Јована Цвијића, РТС Образовно - научни програм - Званични канал
- Академик у 34. години („Глас јавности“, 12. новембар 2000) Архивирано на веб-сајту  (12. октобар 2010)
- Информација о његовом гробу
- „Јован Цвијић — виртуелни музеј”. Архивирано из оригинала 29. 07. 2017. г.
- Све мисли великана, И. Мићевић, Вечерње новости, репортаже, 17. јануар 2016.